# TT3
| G40 | A | V22 · d | V1 · D40 |

| G40 | A | V22 · d | V1 · D40 |

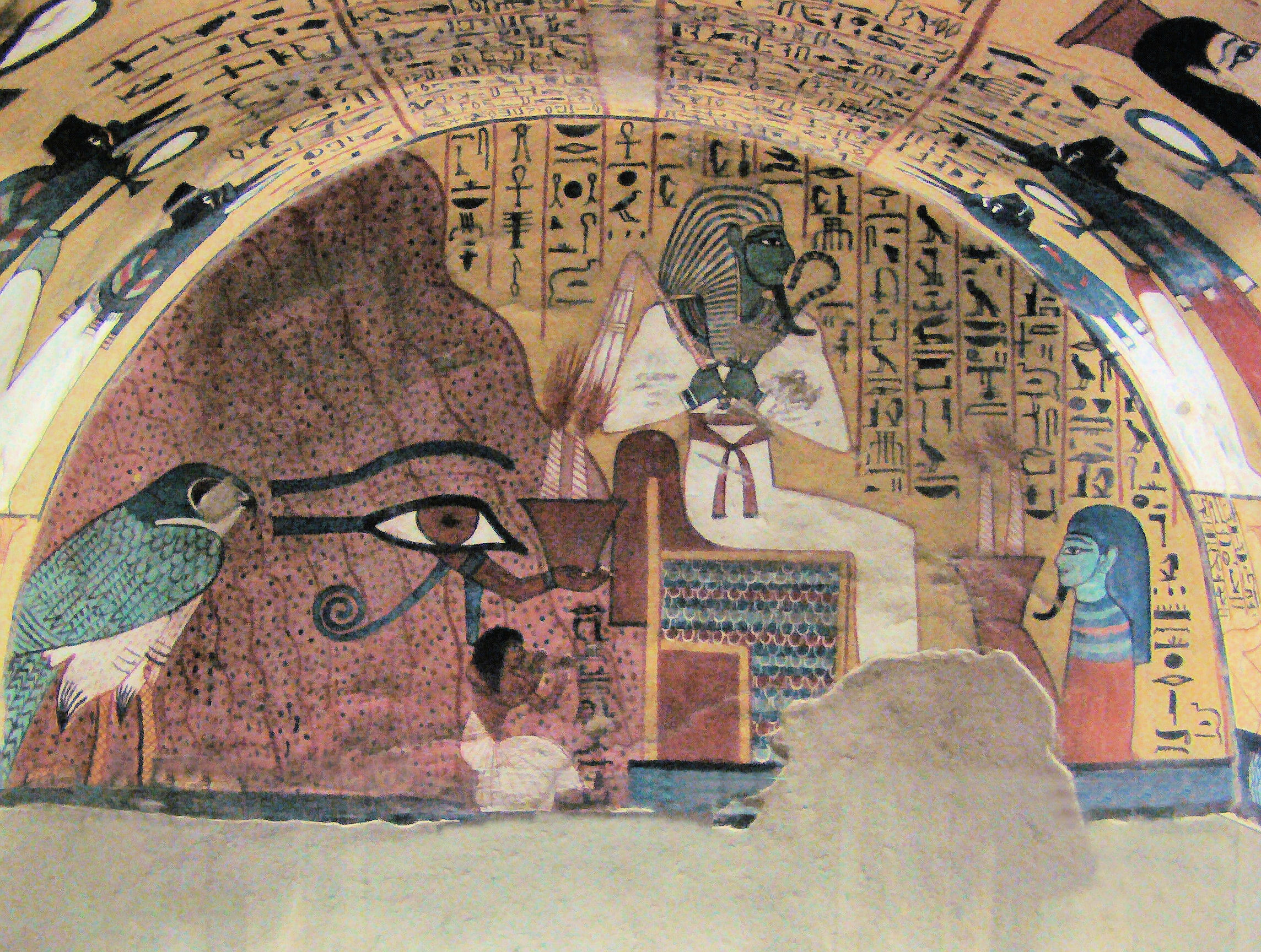
Dipinto parietale dalla tomba di Pashedu

TT3 (Theban Tomb 3) è la sigla che identifica una delle Tombe dei Nobili ubicate nell’area della cosiddetta Necropoli Tebana, sulla sponda occidentale del Nilo dinanzi alla città di Luxor, in Egitto. Destinata a sepolture di nobili e funzionari connessi alle case regnanti, specie del Nuovo Regno, l'area venne sfruttata, come necropoli, fin dall'Antico Regno e, successivamente, sino al periodo Saitico (con la XXVI dinastia) e Tolemaico.

## Titolare
TT3 Era la tomba di:
| Titolare | Titolo                                        | Necropoli      | Dinastia/Periodo         | Note                                |
| -------- | --------------------------------------------- | -------------- | ------------------------ | ----------------------------------- |
| Pashedu  | Servo nel Luogo della Verità(artigiano reale) | Deir el-Medina | XIX dinastia (Ramses II) | non lontano dalla TT6 e dalla TT217 |

## Biografia
Pashedu, che risulta titolare anche della tomba TT326, era figlio di Menna ed Huy. Nedjimet-Behdet era il nome di sua moglie.

## La tomba
La tomba è strutturata su due livelli, di cui uno sotterraneo e presenta un cortile in cui si trova una cappella i cui dipinti parietali rappresentano il defunto in adorazione di alcune divinità. Una scala adduce all'appartamento sotterraneo in cui si trova la camera funeraria i cui dipinti rappresentano Anubi/sciacallo; Menna, padre di Pashedu, in adorazione di Ptah e il defunto, sotto un albero di palma, intento a bere da una pozza d'acqua mentre poco distante, su tre registri, i genitori e altri personaggi assistono. In altre scene, il defunto e i familiari adorano Horus in veste di falco, mentre Anubi ha cura della mummia sdraiata su un letto; il defunto con una piccola figlia adora Ra-Horakhti, Atum, Kheper e Ptah. Intorno al sarcofago, scene del pellegrinaggio ad Abido, in barca, del defunto, della moglie e di un figlio. Sul soffitto sono rappresentati, nel lato sud gli dei: Osiride, Thot, Hathor, Nut, Nefti, Geb, Anubi e Upuaut e sono riportati brani delle Litanie di Ra; nel lato nord: Osiride, Thot, Hathor, Ra-Horakhti, Neith, Selkis, Anubi e Upuaut.

### Annotazioni
1. ↑  La prima numerazione delle tombe, dalla numero 1 alla 252, risale al 1913 con l’edizione del "Topographical Catalogue of the Private Tombs of Thebes" di Alan Gardiner e Arthur Weigall. Le tombe erano numerate in ordine di scoperta e non geografico; ugualmente in ordine cronologico di scoperta sono le tombe dalla 253 in poi.
2. ↑  I campi della Duat, ovvero l'aldilà egizio, si trovavano, secondo le credenze, proprio sulla riva occidentale del grande fiume.
3. ↑  Nella sua epoca di utilizzo, l'area era nota come "Quella di fronte al suo Signore" (con riferimento alla riva orientale, dove si trovavano le strutture dei Palazzi di residenza dei re e i templi dei principali dei) o, più semplicemente, "Occidente di Tebe".
4. ↑  le Tombe dei Nobili, benché raggruppate in un'unica area, sono di fatto distribuite su più necropoli distinte.
5. ↑  Le note, sovente di inquadramento topografico della tomba, sono tratte dal "Topographical Catalogue" di Gardiner e Weigall, ed. 1913 e fanno perciò riferimento alla situazione dell'epoca.
6. ↑  Set-Maat = "Luogo della Verità" era uno dei nomi con cui era noto il villaggio operaio di Deir el-Medina. Il villaggio era anche noto come Pa-demi, ovvero, semplicemente, "il villaggio".

### Fonti
1. 1 2  Porter e Moss 1927,  p. 9.
2. ↑  Gardiner e Weigall 1913.
3. ↑  Donadoni 1999, , p. 115.
4. ↑  Tosi 2005, , Vol. II, p. 152.